# Памятник воинам-землякам (Харбала 2-я)
Памятник воинам-землякам, участникам Великой Отечественной войны 1941—1945 гг. — памятник в селе Харбала 2-я, Болтогинского наслега, Чурапчинского улуса, Республики Саха (Якутия) посвящённый участникам Великой Отечественной войны. Является объектом культурного наследия местного (муниципального) значения.

## Общее описание
Расположен по адресу: Республика Саха (Якутия), Чурапчинский улус (район), Болтогинский наслег, с. Харбала 2-я, ул. Догордурова. Памятник был открыт в 1975 году.
Памятник состоит из:
- Монумент бетонный в форме глыбы у которого рваный край;
- Прямоугольный выступ бетонный;
- Памятная табличка из металла с данными 128 солдат Великой Отечественной войны;
- Скульптура ордена Победы из металлолиста;
- Стела из бетона оформленного в виде красного знамени;
- Столбы из бетона прямоугольные;
- Цветочник из бетона[1].

## История
По архивным данным в годы Великой Отечественной войны из Болтогинского наслега на фронт были отправлены 128 человек, из них 69 человек погибли и пропали без вести на полях сражений. В 1942 году в годы Великой Отечественной войны 170 хозяйств из колхозов «Кыым», «Кысыл Юню», «Кысыл сиэмэ», «Куйбышев» (480 человек) Болтогинского наслега были переселены в Кобяйский улус, при таком переселении погибло 109 человек. В 1944 году все эти хозяйства были объединены в колхоз имени Сталина.

## Особенности памятника
В 1975 году, в дни празднования 30 летия Великой Победы, для увековечения памяти о погибших и участниках Великой Отечественной войны в селе Хабарла 2-я на улице Догордурова был установлен памятник воинам-землякам. Строительство памятника состоялось благодаря инициативе управляющего Болтогинского отделения совхоза «Субурусский» Листикова Андрея Павловича. Автором этого архитектурного культового сооружения является Алексей Степанович Лыткин.
Памятник представляет собой мемориальную композицию, состоящую из стелы и монумента. Монумент из бетонной глыбы с рваным краем установлен с правой стороны, на лицевой стороне его высечен солдат с автоматом и в каске. На монументе справа внизу на выступе прямоугольный формы нанесена надпись «Никто не забыт, ничто не забыто». С тыльной стороны установлена металлическая табличка с именами 128 участников Великой Отечественной войны и макетом ордена Победы. С левой стороны композиции расположена бетонная стела, имеющая форму красного знамени. Высота стелы 2,72 метра. На знамени нанесено изображение серпа и молота и надпись с датами войны «1941-1945 год». Металлический забор огораживает всю композицию.

## Фото
- Яндекс фото Архивная копия от 6 сентября 2021 на Wayback Machine